# Stolní tenis na Letních olympijských hrách 1996
Stolní tenis na Letních olympijských hrách 1996 probíhalo ve sportovní hale Georgia World Congress Center v Atlantě

## Přehled medailí
| Pořadí | Země              | Zlato | Stříbro | Bronz | Celkově |
| ------ | ----------------- | ----- | ------- | ----- | ------- |
| 1.     | Čína (CHN)        | 4     | 3       | 1     | 8       |
| 2.     | Tchaj-wan (TPE)   | 0     | 1       | 0     | 1       |
| 3.     | Jižní Korea (KOR) | 0     | 0       | 2     | 2       |
| 4.     | Německo (GER)     | 0     | 0       | 1     | 1       |
| Celkem | Celkem            | 4     | 4       | 4     | 12      |

## Medailisté
| Soutěž       | Zlato                                             | Stříbro                               | Bronz                                              |
| ------------ | ------------------------------------------------- | ------------------------------------- | -------------------------------------------------- |
| Dvouhra muži | Liou Kuo-liang · Čína (CHN)                       | Wang Tao · Čína (CHN)                 | Jörg Rosskopf · Německo (GER)                      |
| Čtyřhra muži | Liou Kuo-liang · a Kchung Ling-chuej · Čína (CHN) | Lü Lin · a Wang Tao · Čína (CHN)      | Lee Chul-Seung · a Yoo Nam-Kyu · Jižní Korea (KOR) |
| Dvouhra žen  | Teng Ja-pching · Čína (CHN)                       | Chen Jing · Tchaj-wan (TPE)           | Qiao Hong · Čína (CHN)                             |
| Čtyřhra žen  | Teng Ja-pching · a Qiao Hong · Čína (CHN)         | Liu Wei · a Qiao Yunping · Čína (CHN) | Park Hae-Jung · a Ryu Ji-Hae · Jižní Korea (KOR)   |